# Inés Efron
Inés Efron (Cidade do México, 9 de maio de 1984) é uma atriz Argentina, nascida no México.

## Biografia
Inés nasceu na Cidade do México, durante o exílio dos seus pais que fugiram da ditadura Argentina, e cresceu em Buenos Aires desde os quatro meses na Argentina. Aos 14 anos, já estudava teatro e se aperfeiçoou na escola de Nora Moseinco, onde ficou até os 20 anos. Estreou nos palcos aos 19 num papel já complexo, na peça de Lola Arias Poses para dormir. Dirigida por Arias trabalharia, posteriormente, em La luz interior.
Inés se tornou internacionalmente conhecida por seu papel no filme XXY, de Lucía Puenzo, no qual interpreta uma adolescente intersexo (Alex) em busca de sua identidade. Sobre a decisão de fazer o filme, disse Inés:
| “ | Gostei tanto do personagem Alex que pensei: posso fazê-lo. Senti uma conexão profunda. | ” |

Por seu desempenho, Inés recebeu vários prêmios, entre eles o de melhor atriz no Festival de Cinema de Cartagena.
Antes de XXY, Inés trabalhou em Glue - Historia adolescente en medio de la nada, drama sobre três adolescentes num vilarejo da Patagônia.
Em 2009, Inés estrelou outro filme de Lucía Puenzo: El niño pez.